# Кантелли, Гвидо
Гви́до Канте́лли (итал. Guido Cantelli; 27 апреля 1920, Новара — 24 ноября 1956, Париж) — итальянский дирижёр.

## Биография
Родился в семье дирижёра военного оркестра, впервые выступил на публике в возрасте 14 лет как пианист, затем учился в Миланской консерватории по классам композиции и дирижирования. Как дирижёр дебютировал в своём родном городе в 1943 постановкой «Травиаты», но вскоре был призван в итальянскую армию. После отказа воевать на стороне нацистов Кантелли был отправлен в немецкий трудовой лагерь в Щецине, затем оказался в итальянском госпитале, откуда смог сбежать и устроиться на работу банковским служащим под чужим именем. После окончания войны возобновил дирижёрскую карьеру, работал в театре Ла Скала в Милане и других итальянских городах, а также гастролировал по всей Европе. Через некоторое время талант молодого дирижёра заметил Артуро Тосканини и предложил ему выступить с Симфоническим оркестром NBC. 15 января 1949 Кантелли продирижировал этим оркестром в Нью-Йорке, положив начало своей международной карьере. Многие музыкальные критики прочили ему через некоторое время место Тосканини (которому было уже за восемьдесят, и он искал преемника на пост руководителя оркестра). Вплоть до 1954 года, когда коллектив распался, Кантелли регулярно руководил его концертами, пользуясь большим успехом. В 1950 Кантелли дебютировал в Великобритании на Эдинбургском фестивале с оркестром театра Ла Скала, а через год началось его сотрудничество с лондонским оркестром Филармония. С этим коллективом он сделал ряд записей.
16 ноября 1956 Кантелли был назначен музыкальным руководителем театра Ла Скала, но всего лишь через неделю погиб в авиакатастрофе при взлёте из аэропорта Орли в Париже.

## Творчество
Кантелли, несмотря на свою короткую творческую карьеру, считается одним из наиболее заметных итальянских дирижёров XX века. Обладая хорошим чувством формы и нюансов, он мог добиться от оркестра сбалансированности тембра, живости и блеска звуковой текстуры. Кантелли предложил публике новое прочтение композиторов эпохи позднего романтизма, таких как Брамс и Чайковский. Подобно Тосканини, он предпочитал на репетициях и концертах обходиться без партитуры. Сохранилось небольшое количество его записей, подтверждающих огромный талант дирижёра.

## Память
В 1961-1980 гг. проводился Конкурс дирижёров имени Гвидо Кантелли.